# رینا سولمان
رینا سولمان (استونیایی: Riina Solman؛ زادهٔ ۲۳ ژوئن ۱۹۷۲) سیاست‌مدار اهل استونی است. وی از آوریل ۲۰۱۹ تا ژانویه ۲۰۲۱ وزیر امور جمعیت استونی بوده.